# Акумулатор
Акумулатор је врста батерије, електрохемијског уређаја, која је способна да врши двоструко претварање (конверзију) енергије. Могуће је претварати електричну енергију у хемијску, што се сматра пуњењем акумулатора, јер се тада врши увећање потенцијалне енергије акумулатора. Међутим, могуће је вршити и претварање хемијске енергије у електричну, као и код сваке батерије, прикључењем електричног потрошача на крајеве акумулатора (полове) када акумулатор производи електричну енергију и предаје је електричном колу. 
Акумулатор се састоји од једне или више ћелија које имају две електроде (катоду и аноду) које су уроњене у електролит. Једна ћелија оловног акумулатора даје напон од приближно 2 V, а серијским повезивањем ћелија добија се акумулаторска батерија називног напона који одговара броју ћелија помноженим с напоном једне ћелије. На пример, за називни напон од 12 V потребно је спојити 6 ћелија од 2 V серијски.
Најпознатији и најчешће присутни у пракси су оловни и алкални.
Акумулатори спадају у секундарне електро-хемијске изворе (реверзибилне) електричне енергије и могу више пута претварати хемијску у електричну енергију и обрнуто (могу се пунити и празнити).
За разлику од акумулатора батерија спада у такозване примарне изворе електричне енергије јер претвара хемијску енергију у електричну и не може се пунити (процес није реверзибилан). 

## Опасности
- Пошто се у акумулаторима налазе хемијска једињења опасна по људски организам и животну средину потребно је обратити пажњу при руковању са њима. 
  - Треба водити рачуна да нарочито мала деца не дођу у контакт са акумулаторима јер је опасно ако хемикалије прсну у очи или у органе за дисање и варење јер може доћи до опекотина, гушења и тровања.
  - После употребе (неисправне) акумулаторе не треба бацати на сметлиште или у природу већ их треба прикупљати и рециклирати како се не би загађивала вода и земљиште (животна средина).